# Campeonato Nacional B 2015-16 (Bolivia)
El Campeonato Nacional B Simón Bolívar 2015-16 o simplemente Nacional B. Fue la 27ª edición del torneo, se realizó entre el 17 de octubre de 2015 y 8 de mayo de 2016.
El campeón del torneo ascendió a la Liga del Fútbol Profesional Boliviano en la Temporada 2016-17.

## Formato
Participaron los clubes campeones de las 9 asociaciones departamentales, el campeón del Torneo Nacional Interprovincial 2015 y los 4 primeros lugares de la Copa Bolivia 2015. En esta edición el equipo recién descendido de la LFPB Universitario de Pando desistió de jugar el torneo por problemas económicos y por tanto solo quedaron 14 equipos.
En esta temporada se disputaron 2 cuadrangulares, donde los 4 equipos mejores ubicados de esta ronda se enfrentaron en una semifinal y final con partidos de ida y vuelta.

### Datos de los equipos
| Equipo | Equipo                   | Condición                                        | Localidad   | Estadio                                         | Capacidad     |
| ------ | ------------------------ | ------------------------------------------------ | ----------- | ----------------------------------------------- | ------------- |
|        | Arauco Prado             | Subcampeón de la Copa Bolivia 2015               | Cochabamba  | Félix Capriles                                  | 32.000        |
|        | Atlético San Borja       | Campeón del Torneo Nacional Interprovincial 2015 | San Borja   | Maximino Moreno                                 | 2.000         |
|        | Aurora                   | Campeón de la AFC 2014/15                        | Cochabamba  | Félix Capriles                                  | 32.000        |
|        | E.M. Huanuni             | Campeón AFO 2014/15                              | Huanuni     | Manuel Flores                                   | 15.000        |
|        | Fancesa                  | Campeón de la ACHF 2014/15                       | Sucre       | Olímpico Patria                                 | 30.000        |
|        | García Agreda            | Semifinalista de la Copa Bolivia 2015            | Tarija      | IV Centenario La Bombonera                      | 18.000 5.000  |
|        | Guabirá                  | Campeón de la ACF 2014/15                        | Montero     | Gilberto Parada                                 | 18.000        |
|        | Mariscal Sucre           | Campeón de la APF 2014/15                        | Cobija      | Universidad Amazónica                           | 3.000         |
|        | Quebracho                | Semifinalista de la Copa Bolivia 2015            | Villamontes | Defensores de Villamontes Complejo Bilbao Rioja | 5.000 2.000   |
|        | Royal Pari FC            | Campeón de la Copa Bolivia 2015                  | Santa Cruz  | Tahuichi Aguilera Juan Carlos Durán             | 38.500 12.000 |
|        | Unión Maestranza         | Campeón de la AFLP 2014/15                       | La Paz      | Hernando Siles                                  | 42.000        |
|        | Universitario de Tarija  | Campeón ATF 2014/15                              | Tarija      | IV Centenario                                   | 18.000        |
|        | Universitario del Beni   | Campeón ABF 2014/15                              | Trinidad    | Yoyo Zambrano                                   | 3.000         |
|        | Wilstermann Cooperativas | Campeón AFP 2014/15                              | Potosí      | Víctor Agustín Ugarte                           | 28.000        |

### Cupos por departamento
| Departamento | Cantidad | Equipo                   |
| ------------ | -------- | ------------------------ |
| Tarija       | 3        | García Ágreda            |
| Tarija       | 3        | Quebracho                |
| Tarija       | 3        | Universitario de Tarija  |
| Beni         | 2        | Atlético San Borja       |
| Beni         | 2        | Universitario del Beni   |
| Cochabamba   | 2        | Arauco Prado             |
| Cochabamba   | 2        | Aurora                   |
| Santa Cruz   | 2        | Guabirá                  |
| Santa Cruz   | 2        | Royal Pari FC            |
| Chuquisaca   | 1        | Fancesa                  |
| La Paz       | 1        | Unión Maestranza         |
| Oruro        | 1        | EM Huanuni               |
| Pando        | 1        | Mariscal Sucre           |
| Potosí       | 1        | Wilstermann-Cooperativas |

## Fase de grupos
En esta fase se dividen a los 14 clubes participantes en 3 grupos; Grupo A, Grupo B y Grupo C.
Los 9 campeones departamentales fueron distribuidos de forma regionalizada en los 3 grupos y los 6 clubes restantes fuesen ubicados mediante sorteo en las 3 diferentes series priorizando que queden lo más cerca posible las sedes de sus series.
El Grupo A estuvo compuesto por los campeones departamentales de Santa Cruz, Beni y Pando.
El Grupo B estuvo compuesto por los campeones departamentales de Cochabamba, La Paz y Oruro.
El Grupo C estuvo compuesto por los campeones departamentales de Tarija, Chuquisaca y Potosí.

### Grupo A
| Pos | Equipo                 | Pts | PJ | G | E | P | GF | GC | Dif |
| --- | ---------------------- | --- | -- | - | - | - | -- | -- | --- |
| 1º  | Royal Pari FC          | 18  | 8  | 6 | 0 | 2 | 18 | 9  | 9   |
| 2º  | Guabirá                | 16  | 8  | 5 | 1 | 2 | 19 | 7  | 12  |
| 3º  | Universitario del Beni | 16  | 8  | 5 | 1 | 2 | 21 | 15 | 6   |
| 4º  | Mariscal Sucre         | 8   | 8  | 2 | 2 | 4 | 13 | 14 | -1  |
| 5º  | Atlético San Borja     | 0   | 8  | 0 | 0 | 8 | 8  | 34 | -26 |

Pts = Puntos; PJ = Partidos Jugados; G = Partidos Ganados; E = Partidos Empatados; P = Partidos Perdidos; GF = Goles Anotados; GC = Goles Recibidos; Dif = Diferencia de gol
|  | Clasificados al Cuadrangular. |

#### Fixture
| Mariscal Sucre | 4 - 0 | Atlético San Borja | Universidad Amazónica | 18 de octubre | 15:30 |
| Guabirá        | 0 - 2 | Royal Pari         | Gilberto Parada       | 18 de octubre | 16:00 |

| Atlético San Borja     | 1 - 2 | Royal Pari     | Maximino Moreno | 25 de octubre | 15:30 |
| Universitario del Beni | 2 - 0 | Mariscal Sucre | Yoyo Zambrano   | 25 de octubre | 15:30 |

| Royal Pari | 4 - 1 | Universitario del Beni | Ramón Tahuichi Aguilera | 31 de octubre  | 15:30 |
| Guabirá    | 6 - 1 | Atlético San Borja     | Gilberto Parada         | 1 de noviembre | 16:00 |

| Royal Pari             | 3 - 0 | Mariscal Sucre | Ramón Tahuichi Aguilera | 7 de noviembre | 15:30 |
| Universitario del Beni | 3 - 2 | Guabirá        | Yoyo Zambrano           | 8 de noviembre | 18:00 |

| Guabirá            | 2 - 0 | Mariscal Sucre         | Gilberto Parada | 11 de noviembre | 20:00 |
| Atlético San Borja | 0 - 3 | Universitario del Beni | Maximino Moreno | 15 de noviembre | 15:30 |

| Atlético San Borja | 3 - 6 | Mariscal Sucre | Maximino Moreno         | 22 de noviembre | 15:30 |
| Royal Pari         | 0 - 3 | Guabirá        | Ramón Tahuichi Aguilera | 23 de noviembre | 20:00 |

| Mariscal Sucre | 2 - 2 | Universitario del Beni | Universidad Amazónica   | 29 de noviembre | 15:30 |
| Royal Pari     | 4 - 0 | Atlético San Borja     | Ramón Tahuichi Aguilera | 30 de noviembre | 20:00 |

| Atlético San Borja     | 0 - 3 | Guabirá    | Maximino Moreno | 7 de diciembre | 15:30 |
| Universitario del Beni | 3 - 1 | Royal Pari | Yoyo Zambrano   | 7 de diciembre | 18:00 |

| Mariscal Sucre | 1 - 2 | Royal Pari             | Universidad Amazónica | 13 de diciembre | 15:30 |
| Guabirá        | 3 - 1 | Universitario del Beni | Gilberto Parada       | 13 de diciembre | 16:00 |

| Mariscal Sucre         | 0 - 0 | Guabirá            | Universidad Amazónica | 20 de diciembre | 15:30 |
| Universitario del Beni | 6 - 3 | Atlético San Borja | Yoyo Zambrano         | 20 de diciembre | 15:30 |

### Grupo B
| Pos | Equipo           | Pts | PJ | G | E | P | GF | GC | Dif |
| --- | ---------------- | --- | -- | - | - | - | -- | -- | --- |
| 1º  | Aurora           | 13  | 6  | 4 | 1 | 1 | 15 | 9  | 6   |
| 2º  | EM Huanuni       | 9   | 6  | 3 | 0 | 3 | 7  | 10 | -3  |
| 3º  | Arauco Prado     | 6   | 6  | 1 | 3 | 2 | 9  | 9  | 0   |
| 4º  | Unión Maestranza | 5   | 6  | 1 | 2 | 3 | 5  | 8  | -3  |

Pts = Puntos; PJ = Partidos Jugados; G = Partidos Ganados; E = Partidos Empatados; P = Partidos Perdidos; GF = Goles Anotados; GC = Goles Recibidos; Dif = Diferencia de gol
|  | Clasificados al Cuadrangular. |

#### Fixture
| Arauco Prado | 0 - 0 | Unión Maestranza | Félix Capriles | 24 de octubre | 15:30 |
| Huanuni      | 1 - 3 | Aurora           | Manuel Flores  | 24 de octubre | 15:30 |

| Unión Maestranza | 2 - 1 | Huanuni      | Hernando Siles | 8 de noviembre | 15:30 |
| Aurora           | 4 - 2 | Arauco Prado | Félix Capriles | 8 de noviembre | 15:30 |

| Arauco Prado     | 3 - 0 | Huanuni | Félix Capriles | 14 de noviembre | 15:30 |
| Unión Maestranza | 0 - 1 | Aurora  | Hernando Siles | 15 de noviembre | 15:30 |

| Unión Maestranza | 0 - 0 | Arauco Prado | Hernando Siles | 28 de noviembre | 15:30 |
| Aurora           | 0 - 1 | Huanuni      | Félix Capriles | 29 de noviembre | 15:30 |

| Huanuni      | 2 - 1 | Unión Maestranza | Manuel Flores  | 5 de diciembre | 15:30 |
| Arauco Prado | 3 - 3 | Aurora           | Félix Capriles | 5 de diciembre | 19:00 |

| Huanuni | 2 - 1 | Arauco Prado     | Manuel Flores | 12 de diciembre | 15:30 |
| Aurora  | 4 - 2 | Unión Maestranza | Jaime Cavero  | 13 de diciembre | 15:30 |

### Grupo C
| Pos | Equipo                   | Pts | PJ | G | E | P | GF | GC | Dif |
| --- | ------------------------ | --- | -- | - | - | - | -- | -- | --- |
| 1º  | Universitario de Tarija  | 16  | 8  | 5 | 1 | 2 | 7  | 8  | -1  |
| 2º  | García Agreda            | 13  | 8  | 4 | 1 | 3 | 14 | 11 | 3   |
| 3º  | Quebracho                | 13  | 8  | 4 | 1 | 3 | 15 | 14 | 1   |
| 4º  | Fancesa                  | 10  | 8  | 3 | 1 | 4 | 15 | 13 | 2   |
| 5º  | Wilstermann-Cooperativas | 6   | 8  | 2 | 0 | 6 | 11 | 16 | -5  |

Pts = Puntos; PJ = Partidos Jugados; G = Partidos Ganados; E = Partidos Empatados; P = Partidos Perdidos; GF = Goles Anotados; GC = Goles Recibidos; Dif = Diferencia de gol
|  | Clasificados al Cuadrangular. |

#### Fixture
| García Ágreda | 0 - 2 | Universitario de Tarija | IV Centenario         | 18 de octubre | 15:30 |
| Quebracho     | 5 - 2 | Fancesa                 | Complejo Bilbao Rioja | 18 de octubre | 15:30 |

| García Ágreda            | 1 - 0 | Quebracho               | IV Centenario         | 24 de octubre | 15:30 |
| Wilstermann-Cooperativas | 0 - 1 | Universitario de Tarija | Víctor Agustín Ugarte | 24 de octubre | 15:30 |

| Fancesa                 | 2 - 1 | Wilstermann-Cooperativas | Olímpico Patria | 31 de octubre  | 15:30 |
| Universitario de Tarija | 0 - 0 | Quebracho                | IV Centenario   | 2 de noviembre | 15:30 |

| Universitario de Tarija  | 1 - 0 | Fancesa       | IV Centenario         | 8 de noviembre | 15:30 |
| Wilstermann-Cooperativas | 0 - 2 | García Ágreda | Víctor Agustín Ugarte | 8 de noviembre | 15:30 |

| Quebracho | 3 - 2 | Wilstermann-Cooperativas | Complejo Bilbao Rioja | 15 de noviembre | 15:30 |
| Fancesa   | 2 - 2 | García Ágreda            | Olímpico Patria       | 15 de noviembre | 15:30 |

| Universitario de Tarija | 2 - 1 | García Ágreda | IV Centenario   | 22 de noviembre | 15:30 |
| Fancesa                 | 5 - 0 | Quebracho     | Olímpico Patria | 22 de noviembre | 15:30 |

| Universitario de Tarija | 1 - 0 | Wilstermann-Cooperativas | IV Centenario         | 28 de noviembre | 15:30 |
| Quebracho               | 2 - 1 | García Ágreda            | Complejo Bilbao Rioja | 29 de noviembre | 15:30 |

| Wilstermann-Cooperativas | 2 - 1 | Fancesa                 | Víctor Agustín Ugarte     | 5 de diciembre | 15:30 |
| Quebracho                | 4 - 0 | Universitario de Tarija | Defensores de Villamontes | 6 de diciembre | 15:30 |

| Fancesa       | 3 - 0 | Universitario de Tarija  | Olímpico Patria | 12 de diciembre | 15:30 |
| García Ágreda | 5 - 3 | Wilstermann Cooperativas | IV Centenario   | 13 de diciembre | 15:30 |

| Wilstermann-Cooperativas | 3 - 1 | Quebracho | Víctor Agustín Ugarte | 19 de diciembre | 15:30 |
| García Ágreda            | 2 - 0 | Fancesa   | IV Centenario         | 19 de diciembre | 15:30 |

## Cuadrangulares
A esta fase clasificaron los 3 mejores ubicados de los grupos A, C y los 2 mejores del grupo B. Los cuales se emparejaron en los cuadrangulares A y B mediante sorteo. Los 2 mejores ubicados accedieron a las semifinales, donde se disputaron partidos de ida y vuelta (1º Cuadrangular A - 2º cuadrangular B) y (1º Cuadrangular B - 2º cuadrangular A), los ganadores disputaron la Final (ida y vuelta) y el ganador Asciende, mientras que el subcampeón disputó la serie ascenso-descenso indirecto contra el penúltimo de la tabla promedio de la LFPB.

### Cuadrangular A
| Pos | Equipo                  | Pts | PJ | G | E | P | GF | GC | Dif |
| --- | ----------------------- | --- | -- | - | - | - | -- | -- | --- |
| 1º  | Universitario de Tarija | 11  | 6  | 3 | 2 | 1 | 11 | 9  | 2   |
| 2º  | EM Huanuni              | 8   | 6  | 2 | 2 | 2 | 7  | 6  | 1   |
| 3º  | Royal Pari FC           | 8   | 6  | 2 | 2 | 2 | 4  | 3  | 1   |
| 4º  | Quebracho               | 6   | 6  | 2 | 0 | 4 | 5  | 9  | -4  |

Pts = Puntos; PJ = Partidos Jugados; G = Partidos Ganados; E = Partidos Empatados; P = Partidos Perdidos; GF = Goles Anotados; GC = Goles Recibidos; Dif = Diferencia de gol

#### Evolución de los equipos
| Equipo / Fecha          | 01 | 02 | 03 | 04 | 05 | 06 |
| ----------------------- | -- | -- | -- | -- | -- | -- |
| EM Huanuni              | 3  | 4  | 2  | 2  | 1  | 2  |
| Quebracho               | 4  | 3  | 4  | 4  | 4  | 4  |
| Royal Pari              | 2  | 1  | 1  | 1  | 2  | 3  |
| Universitario de Tarija | 1  | 2  | 3  | 3  | 3  | 1  |

#### Fixture
| Universitario de Tarija | 3 - 2 | EM Huanuni | IV Centenario             | 13 de febrero | 16:00 |
| Quebracho               | 0 - 1 | Royal Pari | Defensores de Villamontes | 14 de febrero | 16:00 |

| Royal Pari | 0 - 0 | EM Huanuni              | Ramón Tahuichi Aguilera   | 27 de febrero | 16:00 |
| Quebracho  | 3 - 2 | Universitario de Tarija | Defensores de Villamontes | 28 de febrero | 16:00 |

| Universitario de Tarija | 1 - 1 | Royal Pari | IV Centenario | 5 de marzo | 16:00 |
| EM Huanuni              | 2 - 0 | Quebracho  | Manuel Flores | 6 de marzo | 16:00 |

| Royal Pari | 2 - 0 | Quebracho               | Ramón Tahuichi Aguilera | 12 de marzo | 16:00 |
| EM Huanuni | 2 - 2 | Universitario de Tarija | Manuel Flores           | 13 de marzo | 16:00 |

| EM Huanuni              | 1 - 0 | Royal Pari | Manuel Flores | 20 de marzo | 16:00 |
| Universitario de Tarija | 2 - 1 | Quebracho  | IV Centenario | 20 de marzo | 16:00 |

| Royal Pari | 0 - 1 | Universitario de Tarija | Ramón Tahuichi Aguilera   | 27 de marzo | 16:00 |
| Quebracho  | 1 - 0 | EM Huanuni              | Defensores de Villamontes | 27 de marzo | 16:00 |

### Cuadrangular B
| Pos | Equipo                 | Pts | PJ | G | E | P | GF | GC | Dif |
| --- | ---------------------- | --- | -- | - | - | - | -- | -- | --- |
| 1º  | Guabirá                | 16  | 6  | 5 | 1 | 0 | 15 | 2  | 13  |
| 2º  | Universitario del Beni | 8   | 6  | 2 | 2 | 2 | 7  | 10 | -3  |
| 3º  | Aurora                 | 6   | 6  | 1 | 3 | 2 | 3  | 6  | -3  |
| 4º  | García Ágreda          | 2   | 6  | 0 | 2 | 4 | 4  | 11 | -7  |

Pts = Puntos; PJ = Partidos Jugados; G = Partidos Ganados; E = Partidos Empatados; P = Partidos Perdidos; GF = Goles Anotados; GC = Goles Recibidos; Dif = Diferencia de gol

#### Evolución de los equipos
| Equipo / Fecha         | 01 | 02 | 03 | 04 | 05 | 06 |
| ---------------------- | -- | -- | -- | -- | -- | -- |
| Aurora                 | 2  | 2  | 3  | 2  | 2  | 3  |
| García Ágreda          | 3  | 4  | 4  | 4  | 4  | 4  |
| Guabirá                | 1  | 1  | 1  | 1  | 1  | 1  |
| Universitario del Beni | 4  | 3  | 2  | 3  | 3  | 2  |

#### Fixture
| Aurora                 | 1 - 0 | García Ágreda | Jaime Cavero | 14 de febrero | 14:30 |
| Universitario del Beni | 0 - 4 | Guabirá       | Gran Mamoré  | 14 de febrero | 16:00 |

| Guabirá                | 4 - 0 | García Ágreda | Gilberto Parada | 28 de febrero | 16:00 |
| Universitario del Beni | 3 - 1 | Aurora        | Gran Mamoré     | 28 de febrero | 16:00 |

| Aurora        | 0 - 2 | Guabirá                | Félix Capriles | 5 de marzo | 16:00 |
| García Ágreda | 2 - 2 | Universitario del Beni | IV Centenario  | 6 de marzo | 16:00 |

| Guabirá       | 2 - 0 | Universitario del Beni | Gilberto Parada | 13 de marzo | 16:00 |
| García Ágreda | 0 - 0 | Aurora                 | IV Centenario   | 13 de marzo | 16:00 |

| García Ágreda | 1 - 2 | Guabirá                | IV Centenario  | 20 de marzo | 16:00 |
| Aurora        | 0 - 0 | Universitario del Beni | Félix Capriles | 20 de marzo | 16:00 |

| Guabirá                | 1 - 1 | Aurora        | Gilberto Parada | 27 de marzo | 16:00 |
| Universitario del Beni | 2 - 1 | García Ágreda | Gran Mamoré     | 27 de marzo | 16:00 |

## Fase final
|  | Semifinales                   | Semifinales                   | Semifinales                   |   |                        | Final                      | Final                      | Final                      |  |
|  | Del 9 de abril al 17 de abril | Del 9 de abril al 17 de abril | Del 9 de abril al 17 de abril |   |                        | Del 1 de mayo al 8 de mayo | Del 1 de mayo al 8 de mayo | Del 1 de mayo al 8 de mayo |  |
|  |                               |                               |                               |   |                        |                            |                            |                            |  |
|  |                               |                               |                               |   |                        |                            |                            |                            |  |
|  | Universitario de Tarija       | 3                             | 1 (13)                        |   |                        |                            |                            |                            |  |
|  | Universitario de Tarija       | 3                             | 1 (13)                        |   |                        |                            |                            |                            |  |
|  | Universitario del Beni        | 0                             | 3 (14)                        |   |                        |                            |                            |                            |  |
|  | Universitario del Beni        | 0                             | 3 (14)                        |   | Universitario del Beni | 0                          | 0                          |                            |  |
|  |                               |                               |                               |   | Universitario del Beni | 0                          | 0                          |                            |  |
|  |                               |                               | Guabirá                       | 1 | 1                      |                            |                            |                            |  |
|  | Guabirá                       | 3                             | Guabirá                       | 1 | 1                      | 1 (5)                      |                            |                            |  |
|  | Guabirá                       | 3                             |                               |   |                        | 1 (5)                      |                            |                            |  |
|  | EM Huanuni                    | 0                             | 2 (4)                         |   |                        |                            |                            |                            |  |
|  | EM Huanuni                    | 0                             | 2 (4)                         |   |                        |                            |                            |                            |  |
|  |                               |                               |                               |   |                        |                            |                            |                            |  |

(L): En cada llave, el equipo ubicado en la primera línea ejerció la localía en el partido de ida.

### Semifinales

#### Universitario de Tarija - Universitario del Beni
| 9 de abril de 2016, 16:00 (UTC-4) | Universitario de Tarija | 3:0 | Universitario del Beni | Estadio IV Centenario, Tarija |  |

| 17 de abril de 2016, 15:30 (UTC-4) | Universitario del Beni | 3:1 (13:14 p.) | Universitario de Tarija | Estadio Gran Mamoré, Trinidad |  |

#### Guabirá - EM Huanuni
| 10 de abril de 2016, 16:00 (UTC-4) | Guabirá | 3:0 | EM Huanuni | Estadio Gilberto Parada, Montero |  |

| 17 de abril de 2016, 15:30 (UTC-4) | EM Huanuni | 2:1 (4:5 p.) | Guabirá | Estadio Manuel Flores, Huanuni |  |

### Final

#### Guabirá - Universitario del Beni
| 1 de mayo de 2016, 16:00 (UTC-4) | Guabirá               | 1:0 (0:0) | Universitario del Beni | Estadio Gilberto Parada, Montero |  |
|                                  | Miguel Ángel Ríos 83' |           |                        |                                  |  |

| 8 de mayo de 2016, 16:00 (UTC-4) | Universitario del Beni | 0:1 (0:0) | Guabirá         | Estadio Gran Mamoré, Trinidad |  |
|                                  |                        | Reporte   | 63' Luis Melgar |                               |  |

## Campeón
|                   |
| Guabirá 4º título |

## Partidos de Ascenso y Descenso Indirecto
El subcampeón Universitario del Beni y Petrolero, penúltimo en la tabla promedio de la liga, se enfrentaron en partidos de ida y vuelta previo al sorteo de las localías. Si persistía el empate jugarían un partido extra en cancha neutral y de haber mantenido la paridad se definía mediante lanzamientos desde el punto penal. El ganador obtuvo un lugar en la temporada 2016-17.

#### Petrolero - Universitario del Beni
Petrolero, penúltimo en la tabla promedio de la liga y el subcampeón del Nacional B Universitario del Beni, se enfrentaron en partidos de ida y vuelta previo al sorteo de las localías. De haber persistido el empate en puntos hubiesen disputado un partido extra en cancha neutral. El ganador obtuvo un lugar en la temporada 2016-17.
| 1 de junio de 2016, 15:00 (UTC-4) | Petrolero                             | 3:1 (3:0) | Universitario del Beni | Estadio Federico Ibarra, Yacuiba |  |
|                                   | Camilo Ríos 6' · Enzo Maidana 27' 44' | Reporte   | 47' Jonathan Taborga   |                                  |  |

| 5 de junio de 2016, 16:00 (UTC-4) | Universitario del Beni | 0:3 (0:1) | Petrolero                               | Estadio Gran Mamoré, Trinidad |  |
|                                   |                        | Reporte   | 26' 77' Enzo Maidana · 84' Jesús Flores |                               |  |

## Clasificación Final
|                                                        |                                           |
| Universitario del Beni (Permanece en Segunda División) | Petrolero (Permanece en Primera División) |

## Goleadores
| Jugador              | Equipo                   | Goles |
| -------------------- | ------------------------ | ----- |
| Francescoly Bejarano | Universitario del Beni   | 12    |
| Francisco Isita      | Royal Pari               | 10    |
| Luis Melgar          | Guabirá                  | 9     |
| Carlos Balcázar      | Quebracho                | 8     |
| Antonio Palacios     | Fancesa                  | 8     |
| Facundo Cayetano     | Universitario de Tarija  | 7     |
| Vladimir Castellón   | Guabirá                  | 7     |
| Miguel Ríos          | Guabirá                  | 7     |
| Juan Pablo Filipezuk | Wilstermann Cooperativas | 6     |
| Matías Vicedo        | García Agreda            | 6     |
| Jorge Bruno          | Universitario del Beni   | 5     |
| Yonathan Taborga     | Universitario del Beni   | 5     |
| Juan Carlos Silos    | Quebracho                | 5     |
| Kevin Ríos           | Guabirá                  | 5     |